# Herringen
Cet article possède des paronymes, voir Heringen et Heeringen.
Herringen est une ancienne municipalité allemande du Land de Rhénanie-du-Nord-Westphalie, absorbée en 1968 par la ville de Hamm dont elle est maintenant un quartier.

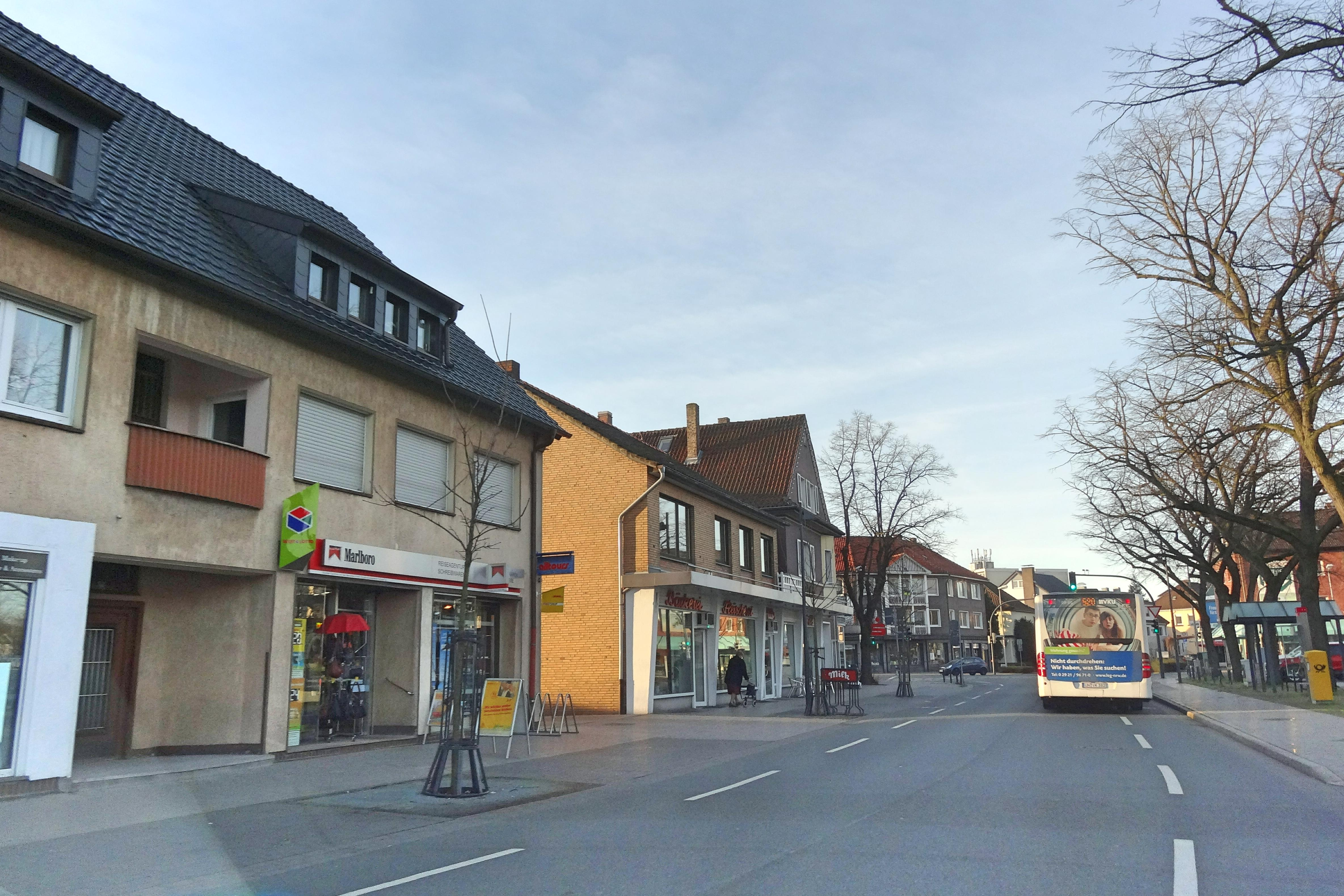
Neufchâteaustraße

Elle est jumelée depuis 1967 à la ville vosgienne de Neufchâteau, dans laquelle on trouve une avenue de Herringen. La Neufchâteaustraße à Herringen rappelle aussi le jumelage des villes.

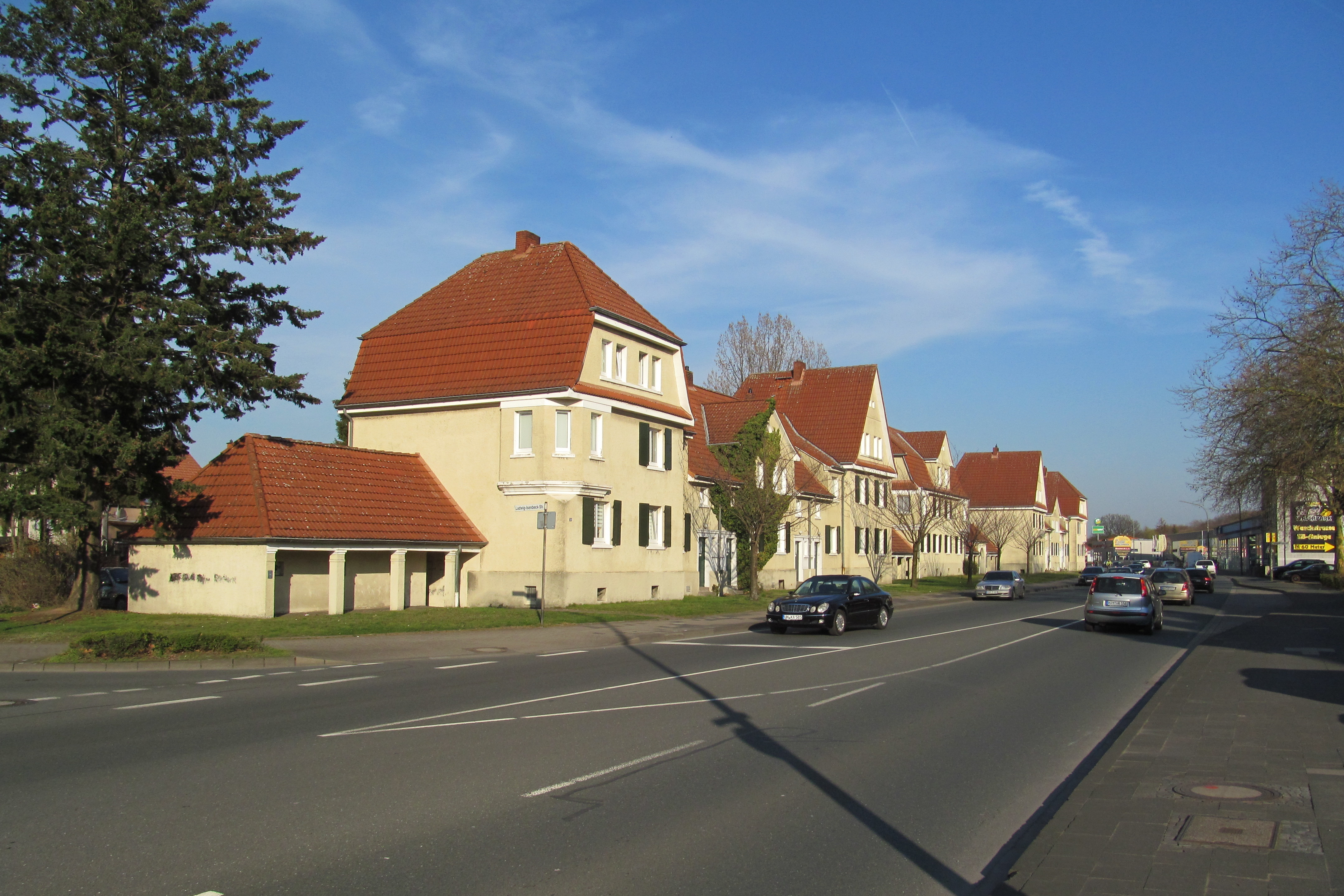
Maisons des ouvriers dans la Dortmunder Straße